# Анабатический ветер
Анабатический ветер (греч. anabaino — подниматься) — ветер, дующий вверх по склону долины, холма или горы, может также подниматься по слою более плотного воздуха.
Возникает в результате нагревания обращённых к солнцу склонов по сравнению с более холодными затенёнными склонами и подножиями гор. Нагретый над солнечными склонами воздух поднимается вверх по склону горы. В верхней части анабатического потока образуется хорошо очерченная дымка, часто на той же высоте, что и близлежащие вершины.
Вместе с катабатическим ветром участвует в горно-долинной циркуляции.
Именно анабатический ветер дует над полярной шапкой и переносит ионосферную плазму в геомагнитный хвост.